# Окити-Дуа, Бенита Сена
Бенита Сена Окити-Дуа (хауса Benita Sena Okity-Duah, урождённая Benita Golomeke, родилась 19 июня 1976) — ганский модельер, политик и бывший член парламента от избирательного округа Ледзокуку в регионе Большая Аккра.

## Ранние годы и образование
Она родилась 19 июня 1976 года в Анлоге, область Вольта, Гана. Она выиграла конкурс «Мисс Гана» в 1997 году в возрасте 20 лет, будучи студенткой. Она училась в школе Ачимота в Аккре, получая среднее образование. Затем она четыре года изучала моду в Лондонской школе моды.

## Карьера
Она вернулась в Гану в 2003 году и с тех пор заняла нишу в ганской индустрии моды.

## Политика
Бенита была женским организатором Национального демократического конгресса избирательного округа Ледзокуку в регионе Большая Аккра. Она боролась на партийных праймериз и победила тогдашнего члена парламента Нии Нортея Дуа, который представлял Национальный демократический конгресс в избирательном округе. В 2012 году она победила на выборах, чтобы представлять людей Ледзокуку в парламенте Ганы. Она стала первой в истории королевой красоты Мисс Гана, избранной членом парламента Ганы. Кроме того, она занимала должность заместителя министра по делам женщин, детей и социальной защиты Ганы с апреля 2013 года по июнь 2014 года. Она также была заместителем министра рыболовства и аквакультуры Республики Гана. Бенита уступила своё место д-ру Бернарду Око-Бойе, который участвовал в выборах от Новой патриотической партии на парламентских выборах 2016 года.

## Личная жизнь
Бенита замужем за Стивом Окити-Дуа. Она исповедует христианство и относится к Церкви Иисуса Христа Святых последних дней.